# Purka Mountain
Purka Mountain är ett berg i Antarktis. Det ligger i Östantarktis. Australien gör anspråk på området. Toppen på Purka Mountain är 1 766 meter över havet.
Terrängen runt Purka Mountain är platt söderut, men norrut är den kuperad. Trakten är obefolkad. Det finns inga samhällen i närheten. 